# Polizeiregiment Bozen

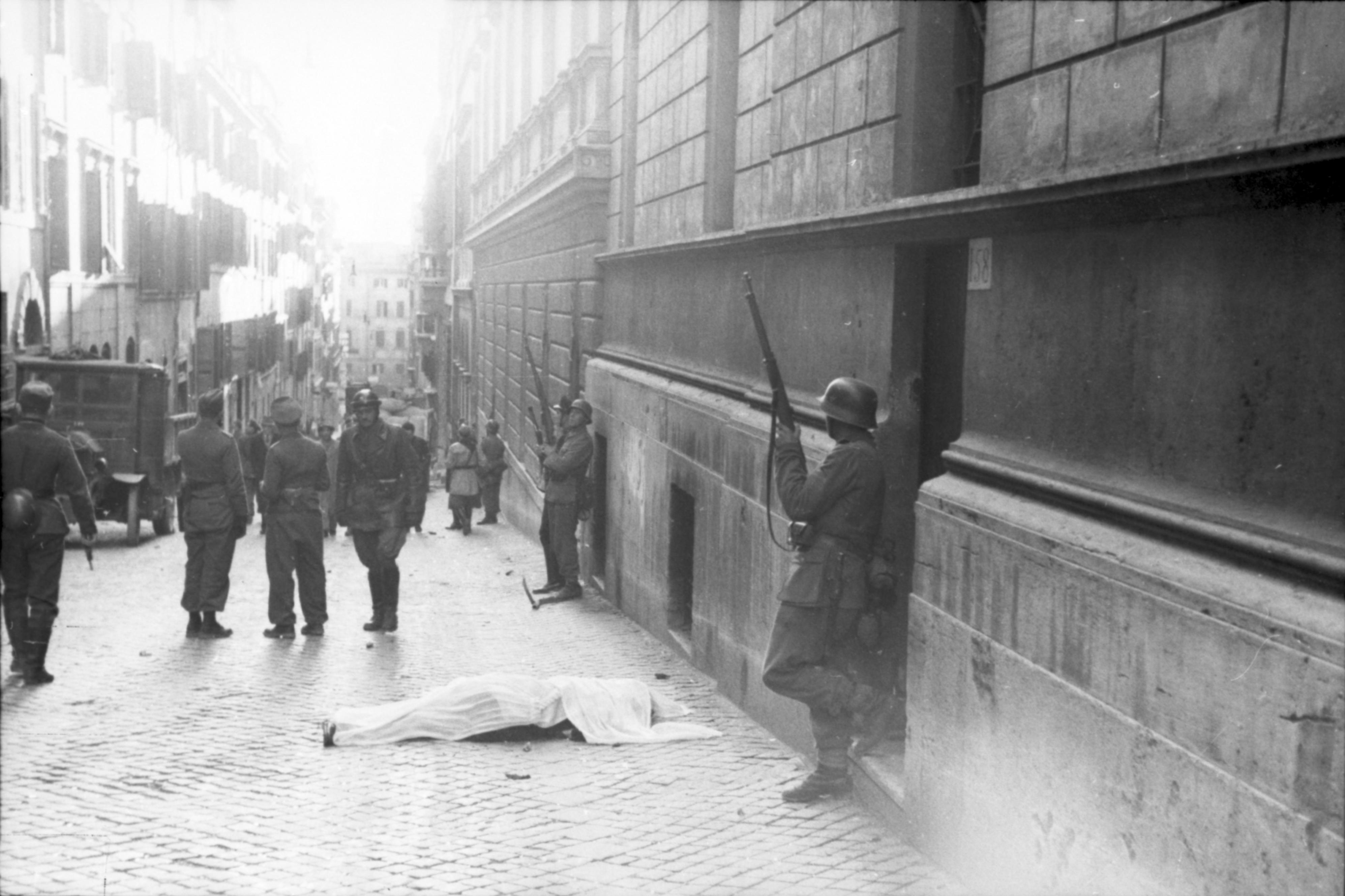
Polizeiregiment "Bozen"

Le Polizeiregiment "Bozen" (Régiment de police "Bozen", Bozen est le nom allemand de la ville italienne de Bolzano), anciennement Polizeiregiment "Südtirol" (du 1er au 29 octobre 1943) puis plus tard SS-Polizeiregiment "Bozen" (à partir du 16 avril 1944), était une unité militaire de l'Ordnungspolizei (police de l'ordre public) créée au Tyrol du Sud à l'automne 1943, pendant l'occupation allemande de la région dans le cadre de la zone d'opérations des Préalpes. La troupe était composée de conscrits du Tyrol du Sud (germanophones), tandis que les officiers et sous-officiers venaient d'Allemagne.
Composée de trois bataillons, elle est surtout connue pour le troisième qui a été employé à des tâches de garde et de surveillance dans la Rome occupée et où le 23 mars 1944, la 11e compagnie fut touché par l'attentat de Via Rasella perpétré par les partisans italiens des groupes d'action patriotique de Gappisti, faisant trente-trois morts et cinquante-cinq blessés. En représailles, les Allemands perpètrent le lendemain le massacre des Fosses ardéatines, à l'exécution duquel les survivants de la compagnie attaquée ne participèrent pas, alors que, selon la coutume militaire allemande, c'était à eux de « venger » leurs camarades tombés au champ d'honneur.
Les caractéristiques du "Bozen" représentent l'un des différents aspects controversés de l'attaque de Via Rasella : c'est pourquoi, dans la controverse qui dure depuis des décennies sur le sujet, des descriptions très différentes du régiment furent faites, dans lesquelles la capacité offensive et le degré de soutien au nazisme de ses hommes sont soulignés ou, au contraire, minimisés,, respectivement pour affirmer ou nier la légitimité morale et l'efficacité militaire de l'action des partisans.
Le premier bataillon est opérationnel en Istrie et le second dans la région de Belluno (où il est impliqué dans le massacre de la vallée de Biois (it) en août 1944), tous deux menant principalement des activités anti-partisanes, tâche à laquelle le troisième bataillon est également affecté après son retrait de Rome et son transfert vers le nord. Les trois bataillons se sont rendus dans les derniers jours de la guerre aux armées alliées ou aux partisans.